# Offutt Pinion
Offutt Pinion, né le 23 mars 1910 et mort le 30 septembre 1976, est un tireur sportif canadien.

## Palmarès

### Jeux olympiques
- 1956 à Melbourne
  -  Médaille de bronze en pistolet 50m [1]